# Politorium
Politorium fue una antigua ciudad del Lacio destruida por Anco Marcio.

## Historia
Según Catón el Mayor, la ciudad fue fundada por Polites, hijo de Príamo, pero esto solo es una ficción etimológica. Formaba parte de los Prisci Latini y fue la primera ciudad del Lacio atacada por el rey romano Anco Marcio. Tras hacerse dueño de ella sin dificultad, trasladó a sus habitantes al monte Aventino. Los latinos la reocuparon poco después, por lo que Anco la atacó de nuevo y, en esta ocasión, no se limitó a tomarla, sino que la destruyó para que en el futuro no pudiese cobijar a sus enemigos. La destrucción debió ser definitiva porque no vuelve a aparecer en las obras clásicas, excepto en una lista de Plinio el Viejo en la que enumera ciudades del Lacio desaparecidas.